# BMW M5
BMW M5 — доработанная подразделением BMW Motorsport версия автомобиля BMW пятой серии. Первое поколение было представлено в 1986 году. Последующие поколения M5 сменялись совместно с каждым поколением автомобилей пятой серии, включающей E34, E39, E60/61, F10, G30. С началом производства модели G60, с 2024 года началось также производство её M-версии.

## E12
Первая BMW M535 E12 была показана в 1979 году на Франкфуртском автосалоне. Производилась с 1980 по 1982 годы. Хотя изначально, автомобиль выпускался не как М5, однако специальная модель BMW E12 M535i 1980 года считается[кем?] предшественником М5. Это был третий автомобиль от мастерской BMW Motorsport. После окончания производства спортивных BMW E9 и BMW M1, модель M535i была переработана в седан пятой серии, и оснащалась двигателем BMW M90.

## E28

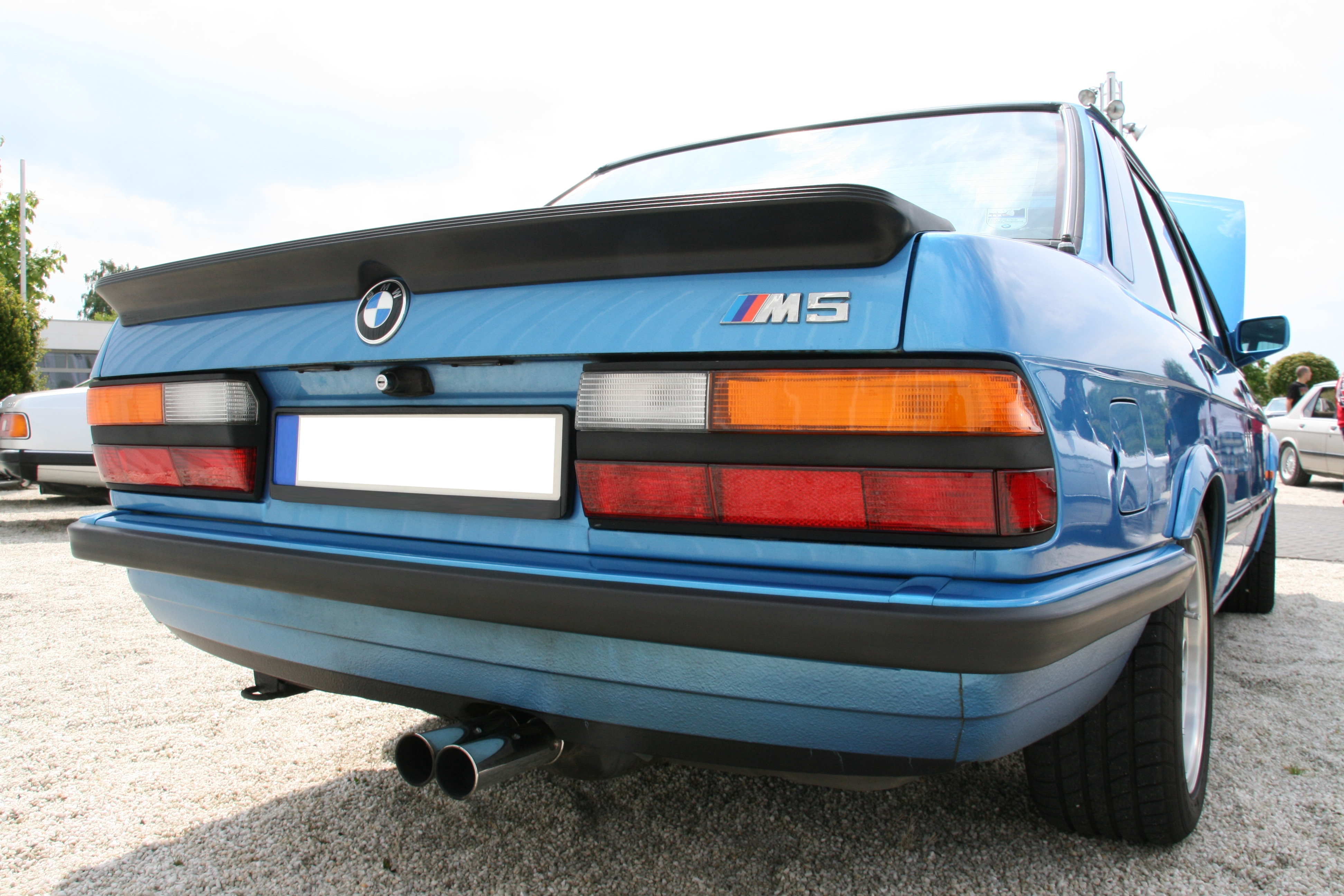
BMW M5 E28

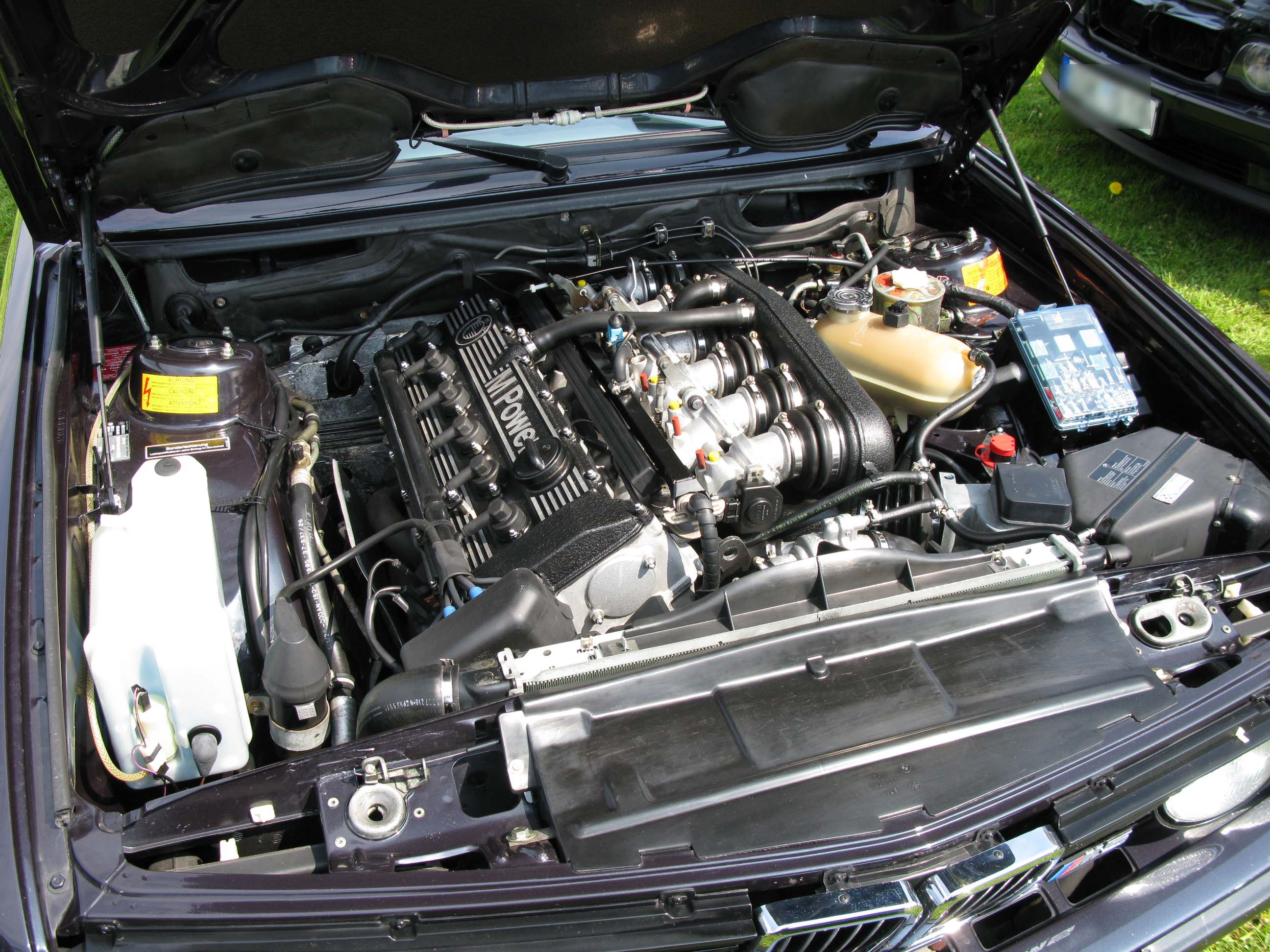
Двигатель S38

Первый M5 (1985—1988), основой для которого стал BMW 5 серии в кузове E28, был впервые представлен в феврале 1984 года на автосалоне в Амстердаме. Сохраняя все преимущества седана, M5 являлся спортивным автомобилем. Автомобиль имеет шасси 535i и обвес от M535i. На момент запуска в производство, E28 M5 был самым быстрым серийным седаном в мире.
Автомобили первого поколения M5 были ручной сборки, собирались в Мюнхене в летний сезон 1986. Впоследствии, производство M5 было перенесено на Даймлерштрассе в Гархинг, где продолжилась ручная сборка. Производство M5 продолжалось до ноября 1988 года, с окончанием выпуска шасси E28 в Германии с декабря 1987 года.
M5 собирались в четырёх различных версиях, в зависимости от страны экспорта. Существовали леворульные (LHD) европейские модели, праворульные (RHD) британские модели, североамериканские LHD (NA) модели для США и Канады, а также RHD для Южной Африки (ZA) модели.
Европейские и южноафриканские M5 имели двигатель M88/3 мощностью 286 л. с. (210 кВт). Североамериканские автомобили 1988 года имели двигатель S38B35, оснащённый каталитическим нейтрализатором, и выдающим 256 л. с. (191 кВт).
Производство североамериканских моделей M5 продолжалось один год, с ноября 1986 по ноябрь 1987 года. Помимо 96 автомобилей, собранных на заводе BMW в Росслине, ЮАР, все E28 M5 были собраны вручную BMW Motorsport в немецком Гархинге.
Всего было произведено 2191 единиц, E28 M5 остаётся одним из самых редких среди серийно производившихся автомобилей BMW Motorsport — после BMW M1 (456 единиц), BMW E34 M5 Touring (891 единиц), и BMW 850CSi (1510 единиц).
Европейские модели M5 были доступны с некоторыми опциями, которых не было в моделях M5 для США, такие как буйволовая кожаная отделка и стеклянный люк. Автомобили с левым рулём (LHD) имели легкосплавные диски 185TR390, с правым рулём (RHD) имели колеса на 16x7.5 литых дисках. Самые первые модели с левым рулём имели VIN, начинающийся с «WBA» вместо «WBS», служившим для указания BMW Motorsport. Считается[кем?], что не более 15 автомобилей M5 вышли VIN-ом «WBA».
США/Канадские модели M5s имели опции: кожаные дверные панели, кожаная центральная консоль, ковры по всему салону, кондиционер, электрические стеклоподъёмники, электрический люк, электрические сиденья, круиз-контроль, бортовой компьютер, центральный замок и отделка Shadow-line были в стандарте. Североамериканские автомобили с левым рулём (LHD) имели литые диски 16x7.5. Индивидуальной опцией североамериканских моделей M5 стали передние сидения с электроподогревом, эта опция шла в стандарте для автомобилей канадского рынка. Так же для этих моделей был доступен оригинальный цвет «jet black».

## E34

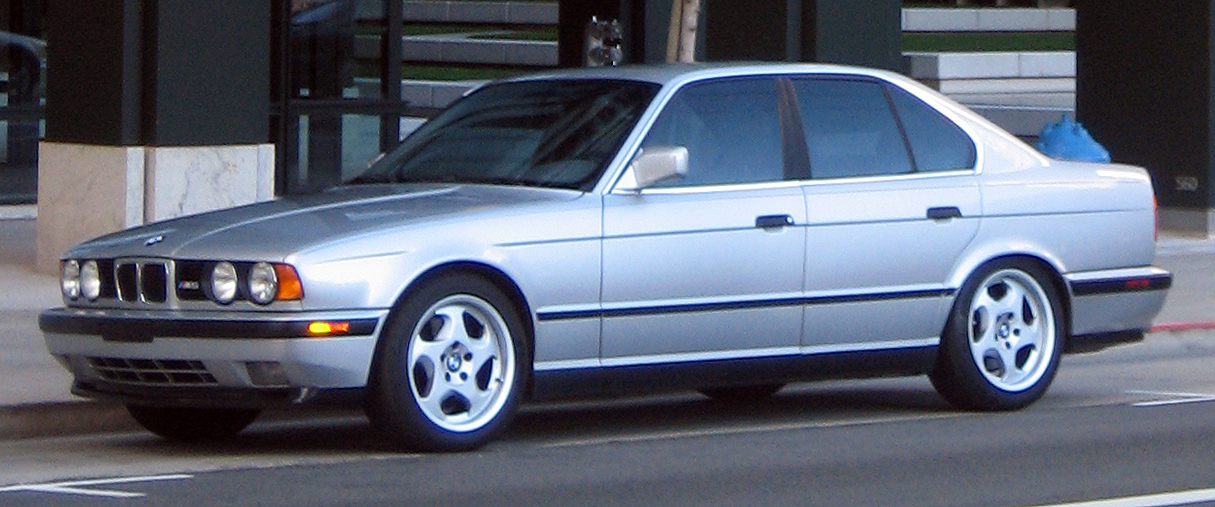
BMW E34 M5

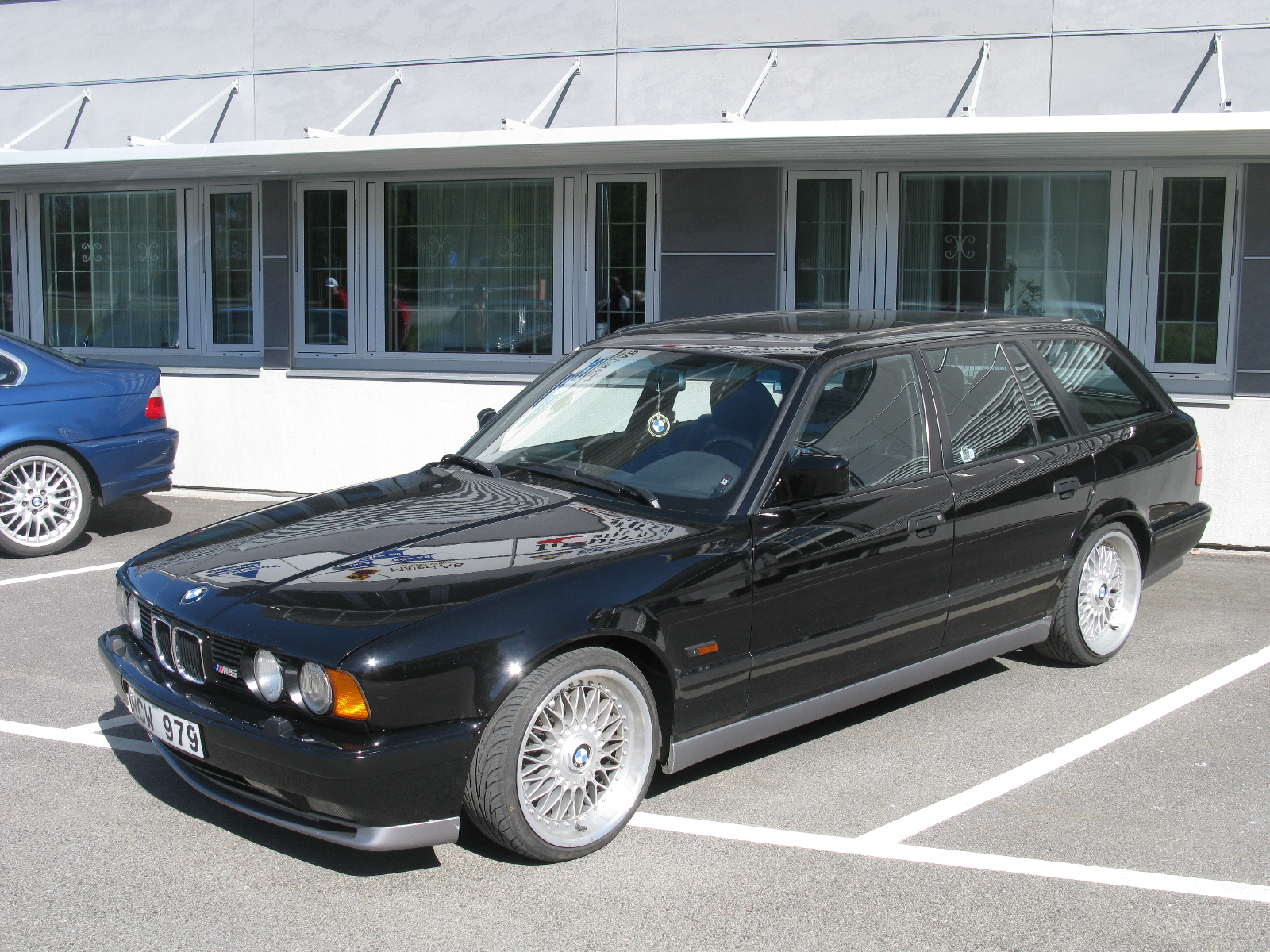
Универсал BMW E34 M5 Touring

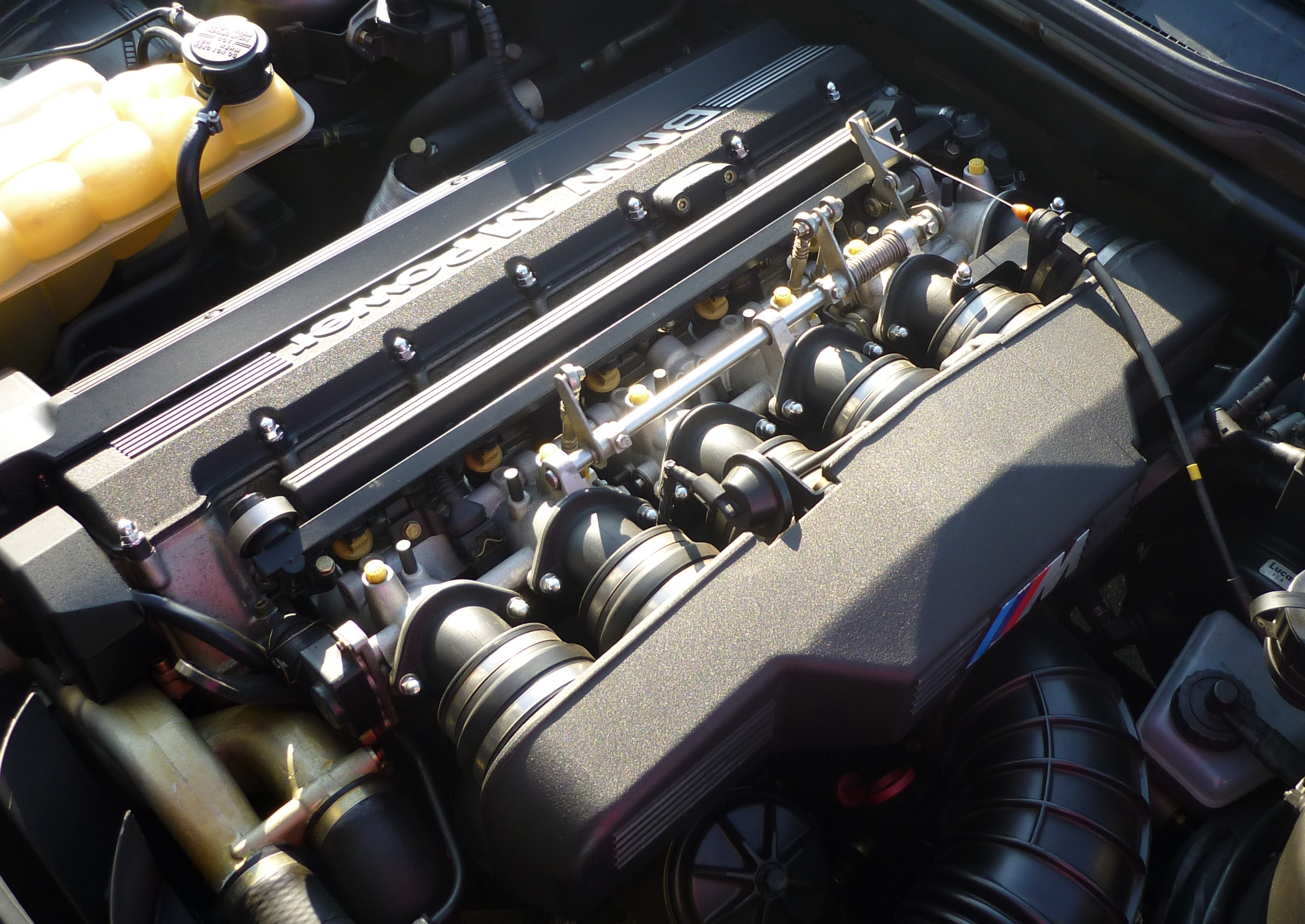
Двигатель S38B36 (3,6 л)

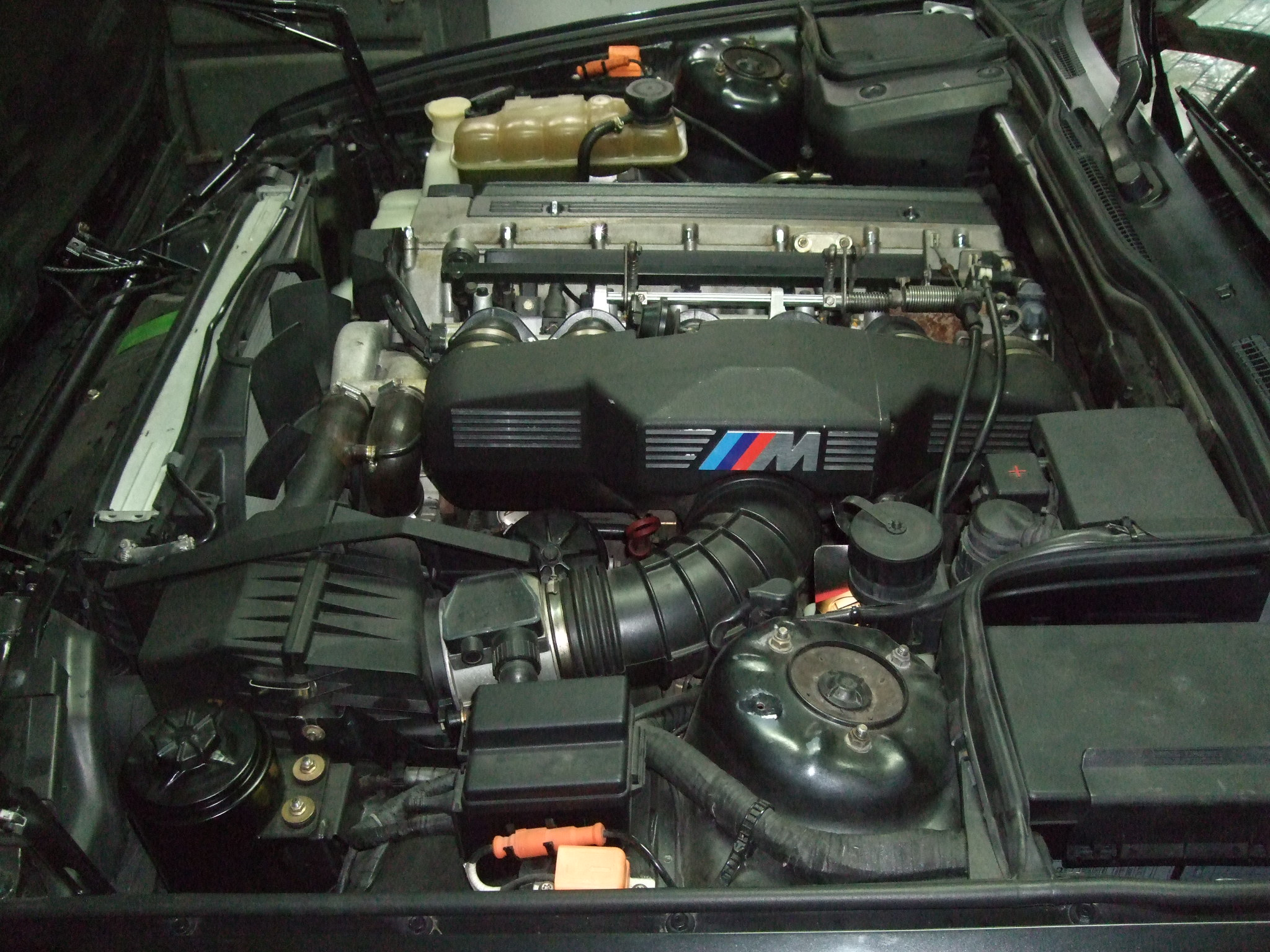
Двигатель S38B38 (3,8 л)

E34 M5 выпускали с 1988 по 1995 год на заводе BMW M GmbH в Гархинге, Германия. Его, как и первый M5, собирали вручную. В 1992 году появилась версия с кузовом универсал, получившая название М5 Touring.
На E34 M5 устанавливался двигатель S38B36 объёмом 3,5 литра и мощностью 315 л. с. (232 кВт) и крутящим моментом 360 Нм при 4750 об/мин. Двигатели на автомобилях продаваемых в Северной Америке и Швейцарии, оснащались каталитическим конвертером, и имели мощность 311 л. с. (229 кВт).
Во второй половине 1992 года, объём двигателя S38B38 был увеличен до 3,8 литров (кроме Северной Америки и ЮАР, где продолжал использоваться 3,5-литровый двигатель, что связано с местными законами о выбросах). Мощность выросла до 340 л. с. (250 кВт). 6-ступенчатая механическая трансмиссия была в стандарте в последнем модельном ряду (1992). E34 M5 стала последней M5 со специально разрабатывавшимся BMW Motorsport гоночным двигателем.
В 1992 году было собрано 891 автомобиль 5-дверный версия-универсал (Touring) с левым рулём.
| Всего было выпущено        |        |                                |              |                                 |                        |
| EU-spec, 3.6               | 5,877  | c сентября 1988 по апрель 1992 | I6-24v 3,6 л | Разгон до 100 км/ч за 6,3 с     | Макс.скорость 250 км/ч |
| UK-spec, 3.6 (RHD)         | 524    | с ноября 1989 по ноябрь 1991   |              |                                 |                        |
| NA-spec, 3.6 (LHD)         | 1,678* | с декабря 1989 по апрель 1993  | I6-24v 3,6 л | Разгон до 100 км/ч за 6,4 с     | Макс.скорость 250 км/ч |
| SA-spec, 3.6 (RHD)         | 265    | c сентября 1990 по март 1993   |              |                                 |                        |
| EU-spec, 3.8 (LHD)         | 2,676  | с декабря 1991 по июль 1995    |              |                                 |                        |
| EU-spec, 3.8 Touring (LHD) | 891    | с марта 1992 по август 1995    | I6-24v 3,8 л | Разгон до 100 км/ч за 5,9/5,7 с | Макс.скорость 250 км/ч |
| E                          | 5      | с                              |              |                                 |                        |

* всего было три модельных года версии М5 NA-spec: 1991 года, 1992-го и 1993-го.
Было всего четыре специальных версии E34 M5. Версии Cecotto, Winkelhock и 20 Jahre Motorsport, были доступны в Европе с левым рулём, а четвёртая модель, UK Limited с правым рулём продавалась только в Великобритании.
В 1991 году, BMW просило двух гонщиков описать проект их «идеального» варианта E34 M5. Джонни Чекотто был одним из тех гонщиков и он хотел видеть больше роскоши в M5, в том числе кожаную отделку рулевого колеса и подогрев сидений. Всего было выпущено 22 единицы Cecotto E34 M5 в цветах металлик Lagoon Green (266) и металлик Mauritius Blue (287).
Другим гонщиком был участник кузовных гонок, Йоахим Винкельхок. Он хотел облегчённый E34 M5, поэтому некоторые предметы роскоши были убраны. Его идеальная облегчённая версия M5 имела малый аккумулятор, американский топливный бак на 81 литр, меньшее количество шумоизоляции, были убраны маловажные элементы, такие как подголовники задних сидений и зеркало заднего вида. Установлены передние сидения Recaro и замшевый руль M-Technic II диаметром 385 мм, изменённые рычаги переключения передач и стояночного тормоза. Конструкция сидений, замшевая обивка и красные ремни безопасности были аналогичны использовавшимся на Sport Evo E30 M3. Всего было собрано 51 единица Winkelhock E34 M5, в комплектации Jet Black (668) и с обвесами цвете металлик Sterling Silver (244).
В честь 20-летия BMW Motorsport, BMW в конце 1992 года было построено 20 специальных автомобилей европейских M5. Они имели двигатель объёмом 3,8 л, один цвет кузова Mugello Red (274) и ряд других особенностей, такие как применение в отделке углеродного волокна и специальных зеркал заднего вида. Обшивка сидений и дверных панелей имеет элементы из алькантары. Алькантара так же использована в обшивке рулевого колеса, рычагов переключения передач и стояночного тормоза. У сидений имеются красные ремни безопасности с надписями «BMW Motorsport».
Во ознаменование выпуска праворульных E34 M5, 50 экземпляров E34 M5 Limited Edition были собраны между мартом и июнем 1995 года в одном из двух уникальных цветов и комбинаций отделки: металлик Rosso Red (369) с кожаной обивкой и деревянными вставками под тополь (15 единиц) или металлик Orinoco (406) с кожаной обивкой и деревянными вставками под клён (35 единиц). Все автомобили E34 M5 Limited Edition имеют 3-спицевое спортивное рулевое колесо, Shadowline, электрические люк и передние сидения, омыватели передних фар и кондиционер с ручным управлением.
Кроме того, 20 единиц модели M5 Touring были построены в 1995 году для продажи в Италии. Они получили название «Elekta Edition». Эта партия фактически не является специальным выпуском, так как была заказана итальянскими дилерами BMW. Также не следует путать их с моделями Alpina B10 E34.

## E39

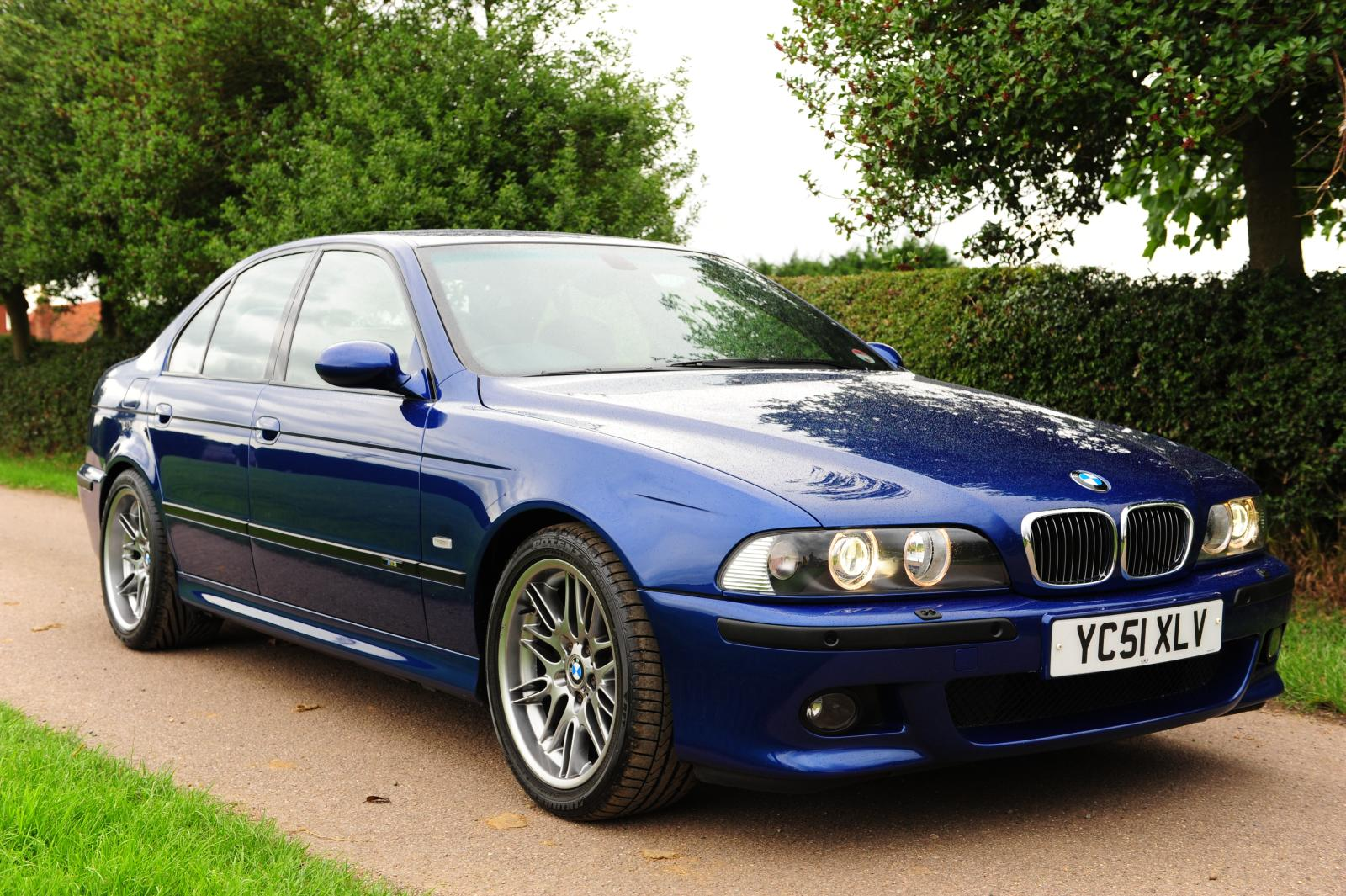
BMW M5 E39

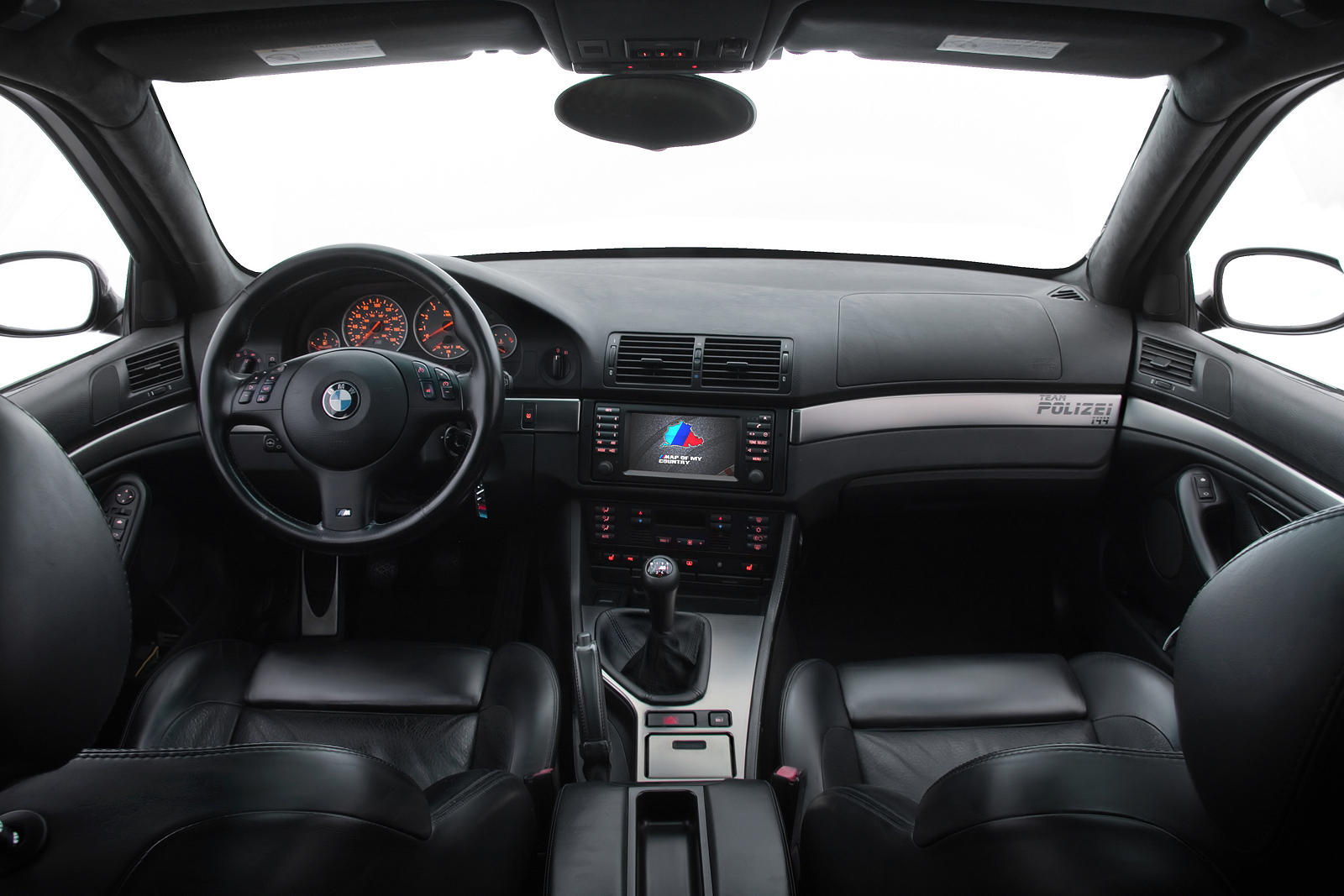
Интерьер М-версии Е39

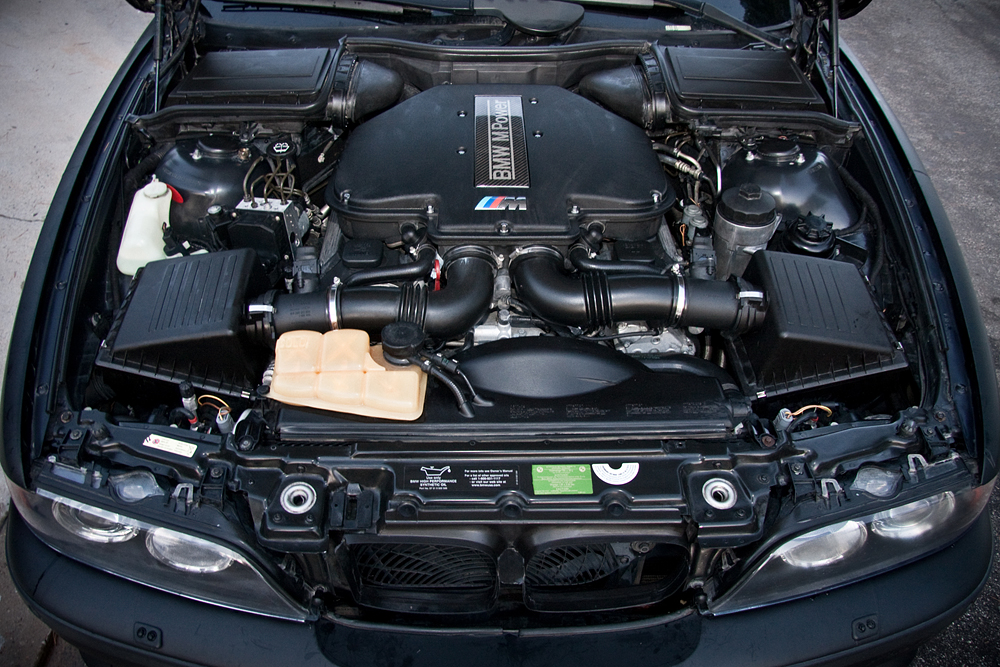
Двигатель S62

E39 (1998—2003) получил двигатель значительно большей мощности и производился в гораздо большем количестве, чем предыдущие поколения. В отличие от предшественников, E39 M5 собирали не вручную, а на обычной производственной линии на заводе в Дингольфинге, Германия.
Производство началось с октября 1998 года, после того как он был представлен в этом же году на Женевском автосалоне. В общей сложности в период с 1999 по 2003 годы было произведено 20482 единиц E39 M-версии. Они имели три модификации: европейская с левым и правым рулём, и североамериканская.
На E39 M5 устанавливался V-образный восьмицилиндровый двигатель S62 объёмом 5 литров, выдающий мощность в 400 л. с. (294 кВт).
На все E39 M5 так же устанавливалась коробка Getrag type D, 6-ступенчатая механическая коробка, имеющая передаточные числа:
| 1 передача | 2 передача | 3 передача | 4 передача | 5 передача | 6 передача |
| ---------- | ---------- | ---------- | ---------- | ---------- | ---------- |
| 4,23       | 2,53       | 1,67       | 1,23       | 1,00       | 0,83       |

Аналогичная трансмиссия использовалось на E39 540i, но в связи с установкой более мощного двигателя S62, были внесены некоторые изменения. Различия состоят в использовании более прочного и надежного сцепления, а также самоблокирующегося дифференциала главной пары с передаточным числом 3,15.
Автомобиль имеет время разгона до 100 км/ч за 5,1 с, до 200 км/ч за 16,6 с, а максимальную скорость, ограниченную электроникой, в 250 км/ч. Фактическая максимальная скорость составляет чуть больше 300 км/ч. Время на Нюрбургринге E39 M5 составляет 8:28:00, а на трассе Top Gear 1:27:00.
Хотя был построен всего один прототип E39 M5 Touring, BMW решили не производить его серийно по финансовым соображениям. В феврале 2010 года в рамках 25-летия BMW М5, этот прототип M5 был показан с кабриолетом E34 M5 Cabriolet, который также серийно не производился (кабриолет строился, но в рамках E63/64 BMW 6 серии и M6, а также следующих поколений 5 серии и M5).

## E60/E61

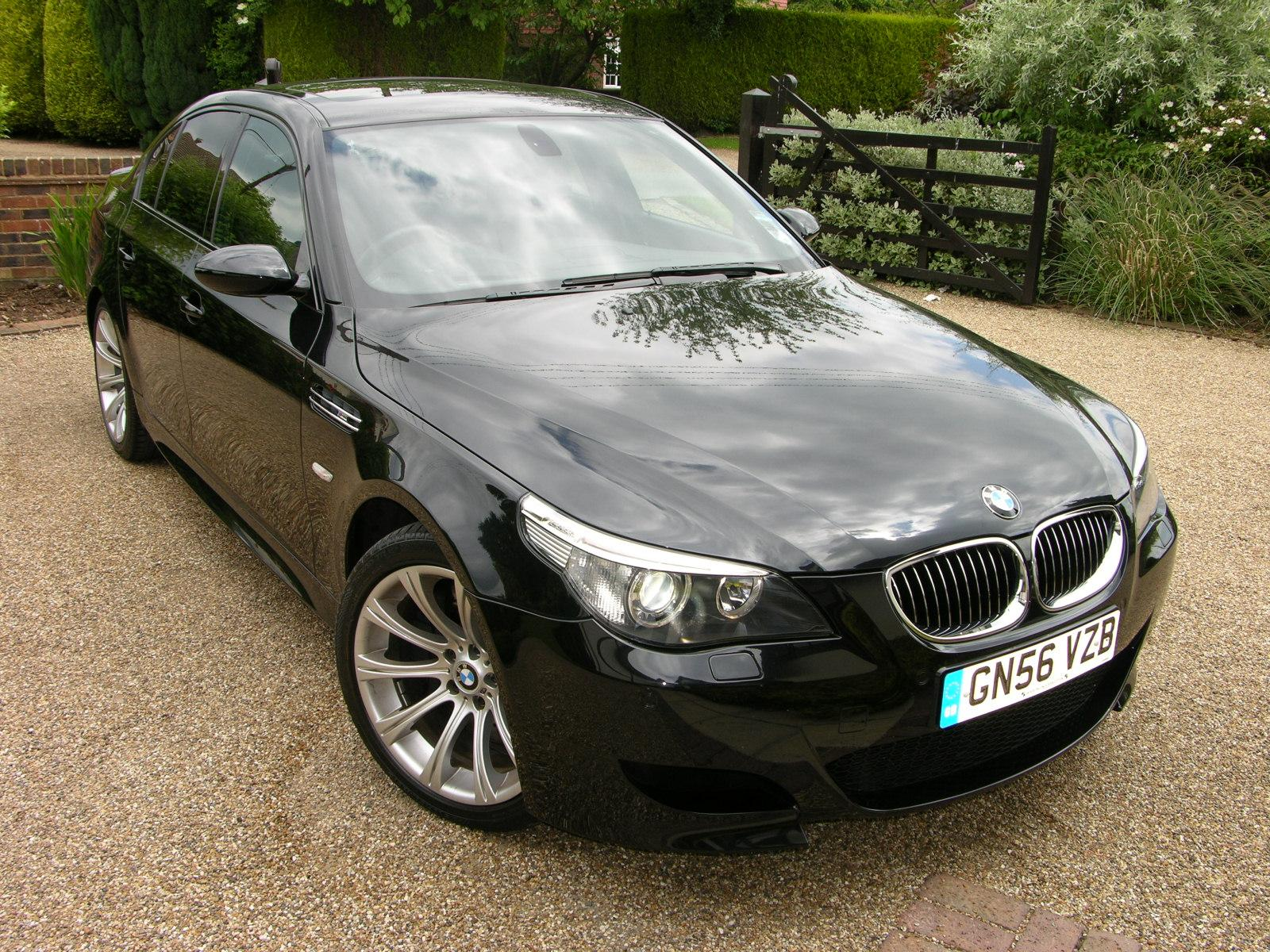
BMW E60 M5

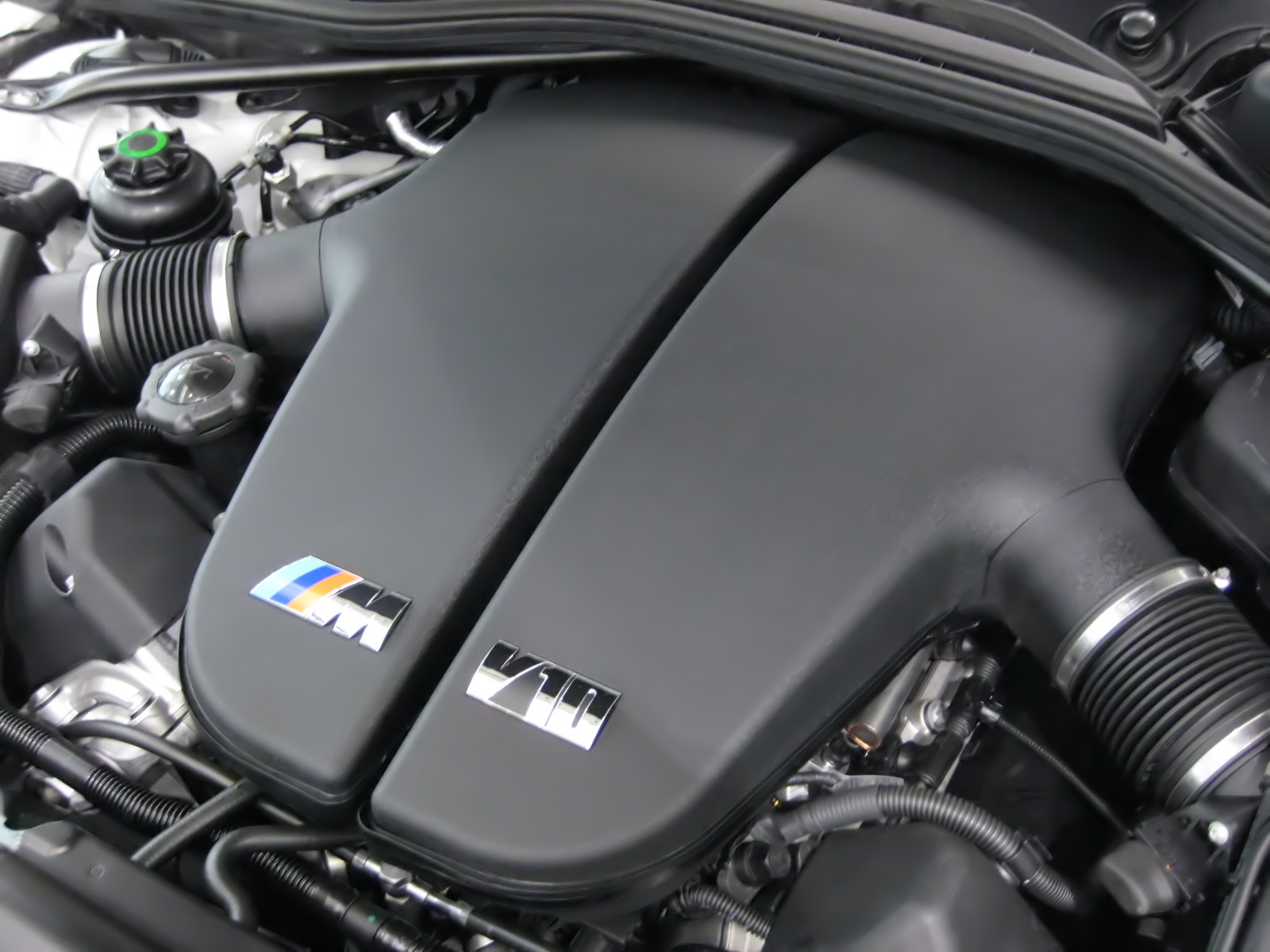
5-литровый V10 S85B50

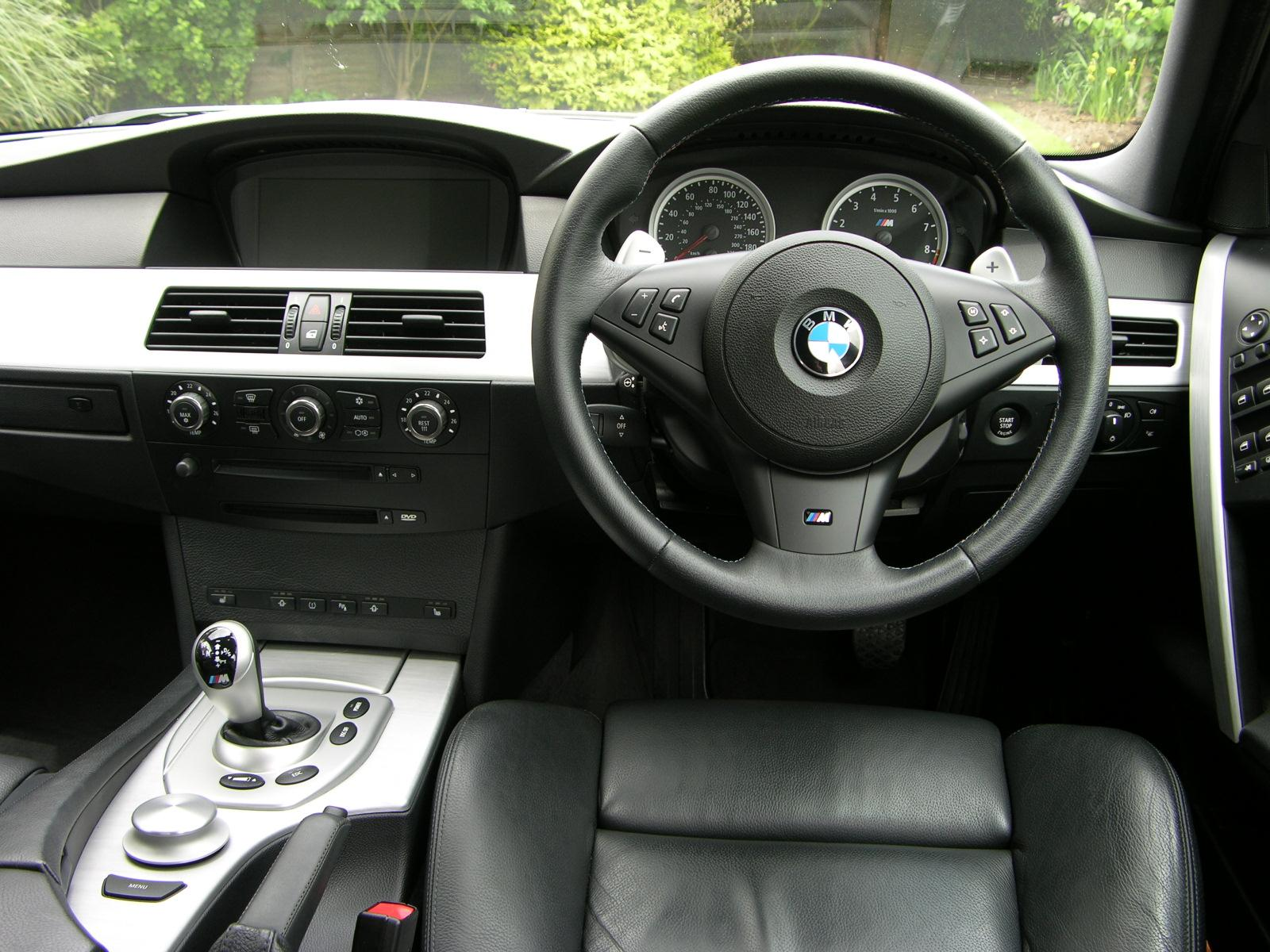
Интерьер праворульной E60 M5

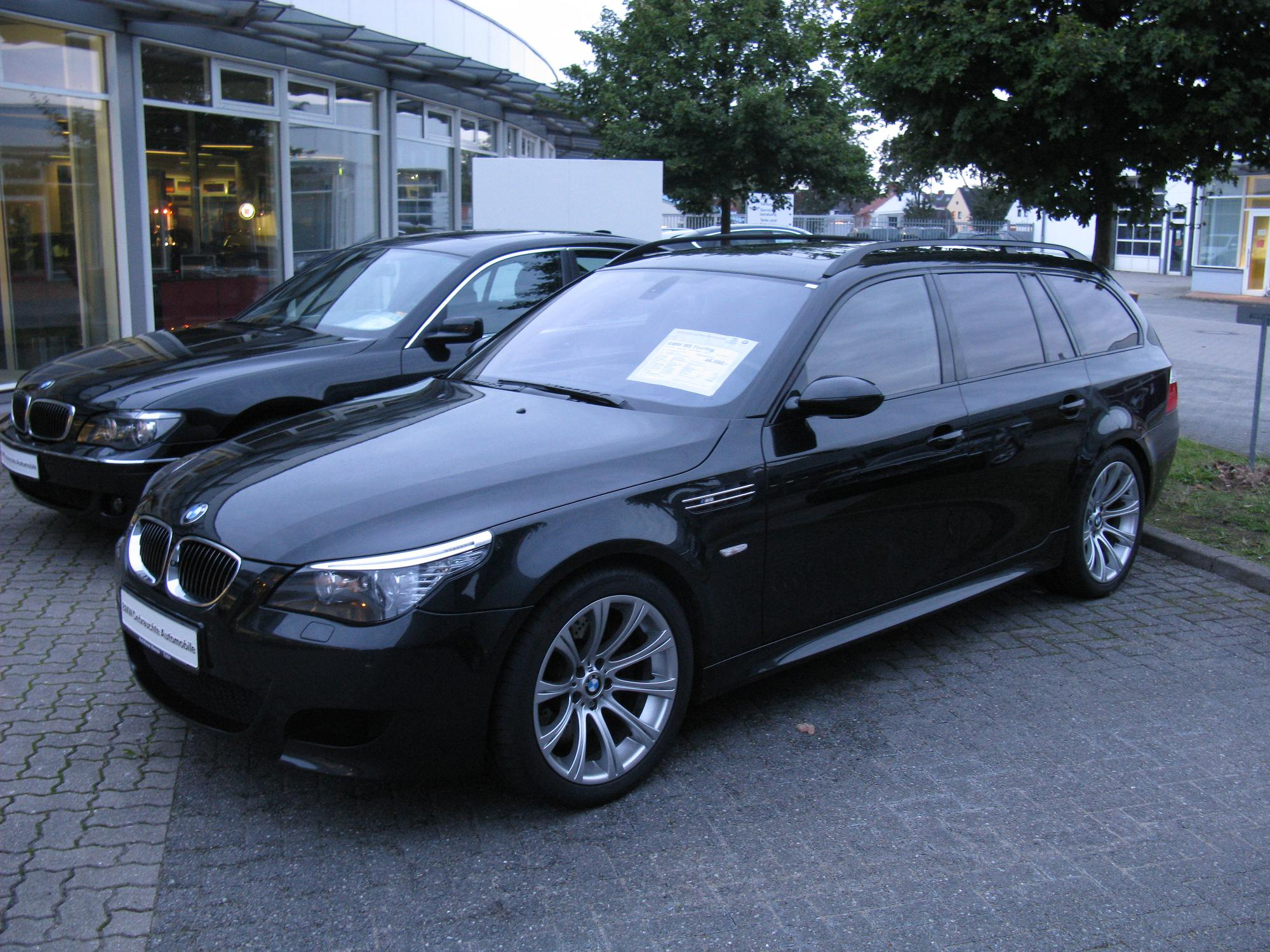
Универсал BMW M5 Touring E61

M-версия E60 (2005—2008) появилась в 2005 году, и комплектовалась 5-литровым атмосферным V10, мощностью 507 л. с. и 7-ступенчатой роботизированной коробкой с одним сцеплением, а также 6-ступенчатой механикой для Американского рынка. Разгон до 100 км/ч составлял 4,6
```
секунды, максимальная скорость ограничена электроникой до 250 км/ч (фактически- более 320 км/ч). Таким образом, E60 M5 стал первым в мире серийным седаном, имеющим на борту 
V10
, а также самым быстрым седаном в мире на момент выпуска.
[
6
]
```

Модель E60 M5 стала наиболее успешной среди M-версий пятой серии, несмотря на то, что в производстве она находилась на год меньше, чем E39 M5. За 5 лет производства было выпущено 20548 единиц, из них 19523 седанов и 1025 универсалов. 8800 седанов были проданы в США, в Великобритании и Ирландии продано 1776 автомобилей, 1357 в Японии, а на внутреннем немецком рынке 1647 единиц. Так же порядка 512 единиц попали на итальянский рынок и 339 на австралийский.
V-образный десятицилиндровый двигатель S85 выдавал 507 л. с. (373 кВт) мощности и 520 Нм крутящего момента. Для данной модели двигатель и трансмиссия были разработаны с нуля; они не были основаны на других моделях. Помимо этого, двигатель оснащён фирменной системой газораспределения Double VANOS, которая позволяет изменять фазы газораспределения . Каждый цилиндр модели оснащается собственной дроссельной заслонкой.
На автомобилях BMW M5, вместе с E63/64 BMW M6, предполагалось использовать новую полуавтоматическую коробку Getrag SMG III с семью передачами, которая может переключать передачи за 65 миллисекунд. Секвентальная коробка SMG III включает в себя функции помогающие при движении по крутым подъёмам и спускам, автоматический режим переключения и др. Однако, во многих отзывах говорится о том, что при автоматическом режиме передачи при редких или частых остановках переключаются менее плавно, чем обычные автоматические трансмиссии.
На основании спроса Северной Америке, с октября 2006 года для этого рынка стала доступна также 6-ступенчатая механическая трансмиссия. Автомобили с 6-ступенчатой механикой на некоторых тестах показывали незначительно меньшие результаты, кроме того, динамический контроль устойчивости не может быть отключён в отличие от версии с SMG. SMG III имеет функцию «Launch Control», так, европейские модели имеют возможность старта с 4000 оборотов в минуту, но, автомобили для рынка США могут стартовать уже с 1500 оборотов в минуту.
M5 имеют несколько функций, аналогичных используемым на автомобилях Формулы 1 в системах управления двигателем и трансмиссией. Это система launch control, позволяющая стартовать на больших оборотах. Полуавтоматическая трансмиссия Getrag SMG III имеет возможность изменять режимы переключения: автоматический или ручной, также есть возможность переключать передачи на определённых скоростях (в общей сложности, существует 11 программ переключения, называемые Drivelogic). Ручное переключение возможно с помощью консоли переключения или под-рулевых лепестков, оба способа доступны на всех M5 с коробкой SMG. Консоль переключения работает по принципу типтроника; её отклонение назад (к «+») повышает передачу, а вперёд (к «-») понижает, нейтраль выбирается перемещением влево. У автомобиля также на панели навигации имеется кнопка «Power» (с маркировкой «М»), который предоставляет доступ к трём режимам: P400 (ограничение мощности двигателя до 400 л. с. (294 кВт) для ежедневной езды), P500 (полная мощность в 507 л. с. (373 кВт)), и P500 S (выборочный режим, с полной мощностью). P400 при запуске является режимом по умолчанию, режим P500 выбираются с помощью IDrive, а затем активируется P500 S с помощью кнопки «M».
BMW заявлены разгон автомобиля до 100 км/ч за время 4,2 секунды (позже, в разных тестах показаны результаты от 4,1 до 4,5 секунд) и максимальная скорость 205 миль/ч (330 км/ч). Сравнительное испытание журнала Motor Trend показало, хоть E55 AMG и показал более быстрый разгон до 100 км/ч за 4,2 секунды по сравнению 4,5 секундами, показанными М5, последняя имеет высокие ходовые качества. В австралийском издании журнала Wheels в июле 2005 года отмечено время разгона ранней E60 M5, построенной осенью в 2004 году, за 4,4 секунды.
На Нюрбургринге E60 M5 показан результат прохождения круга за 8:13. На круге Top Gear был показан результат 1:26,2.
E60 M5 считался в годы своего производства эталоном представительских седанов в своём классе. Джереми Кларксон говорил о нём:
Это мир автомобильного совершенства. Если вы хотите взять его... не беспокойтесь ни о чём. Не имеет значения, что у вас есть. Не имеет значения, что вы когда-либо водили. Он быстрее, и более удивителен. Вы можете просто не верить, что находитесь в большом 4-дверном седане, потому что он движется, чувствуется, и звучит как Ferrari 430, и это лучший автомобиль, на котором я когда-либо ездил. Руль, тормоза, мощность. И этот звук... По опыту вождения, он просто доминирует над всеми... Это эпический автомобиль, просто великолепно.
Версия-универсал E61 M5 Touring появилась в 2007 году, и стала вторым M-универсалом пятой серии после E34. Он имеет одинаковую трансмиссию с последним, конкурентами этой версии считаются Audi RS6 Avant и Mercedes-Benz E63 AMG Estate. Touring никогда не предлагаются для продажи в Северной Америке.

## F10

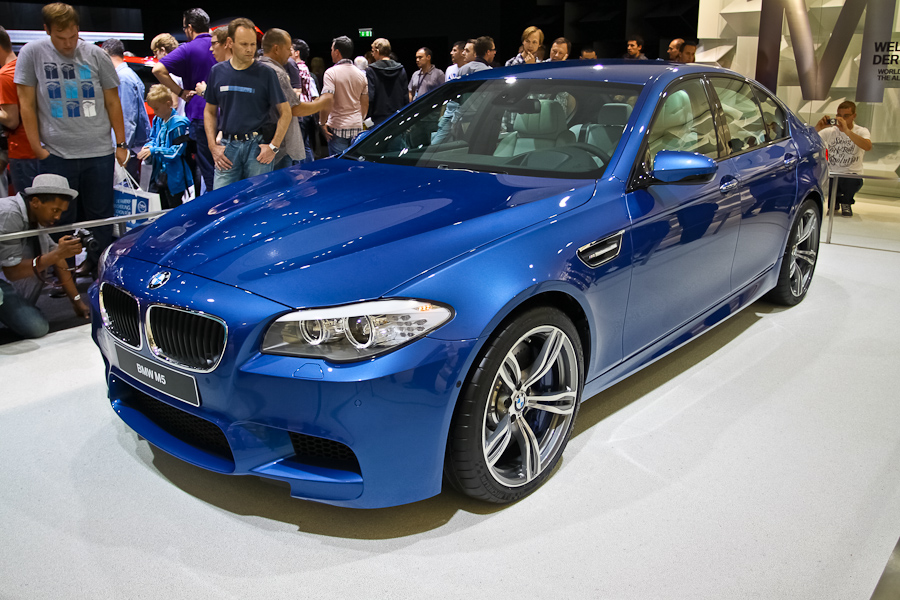
BMW M5 F10

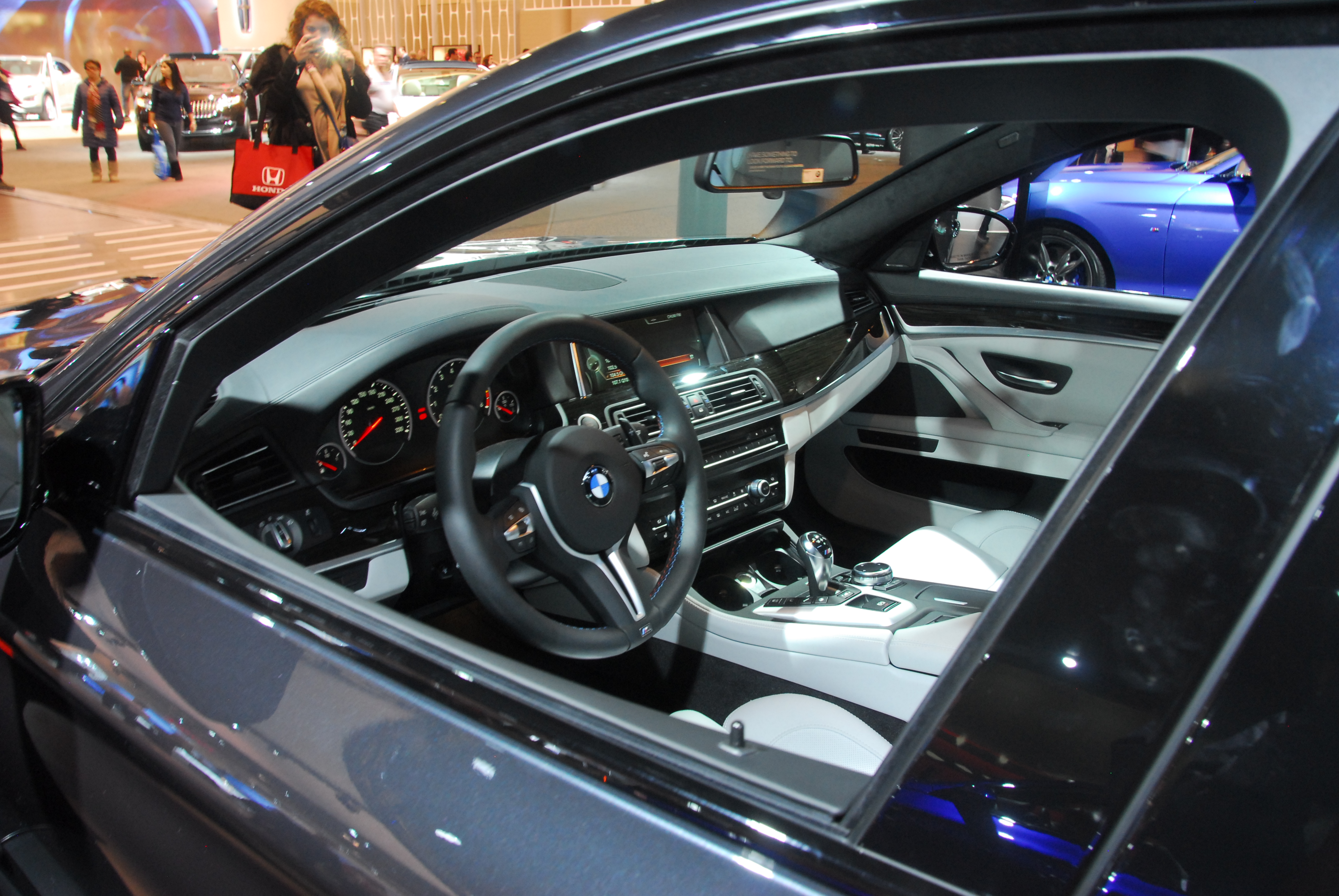
Интерьер

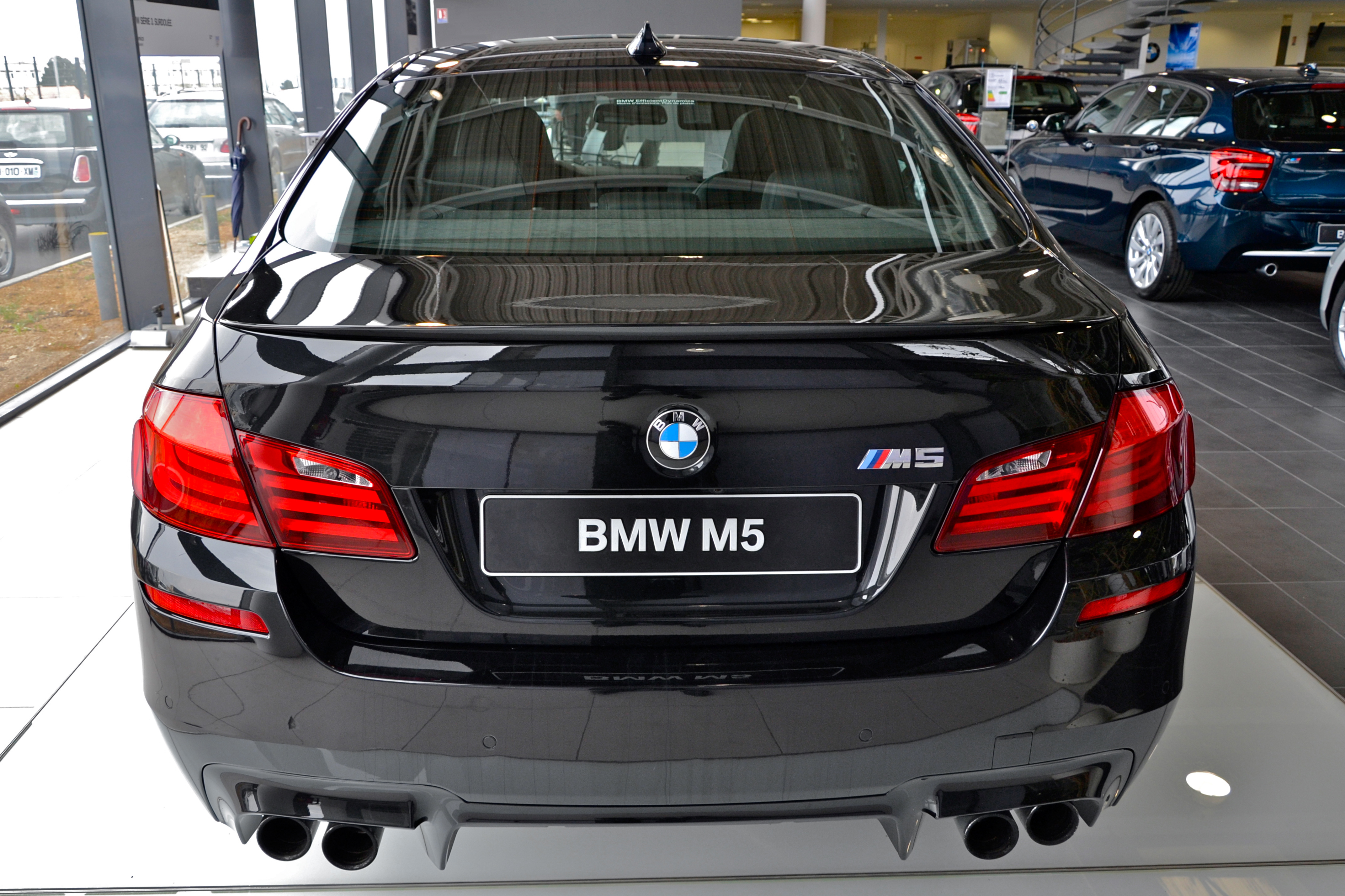
Вид сзади

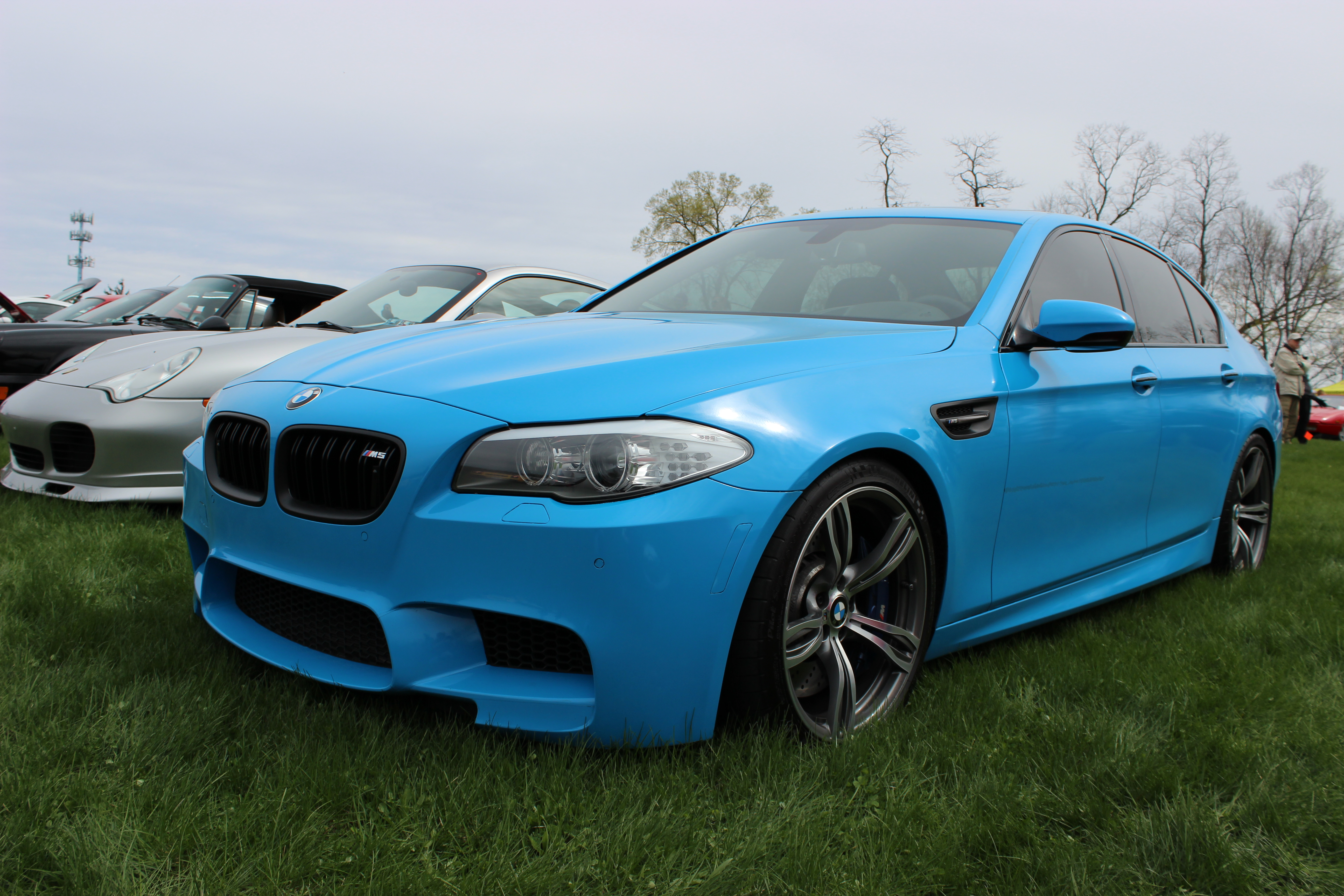
M5 F10

BMW M5 F10 — это шестое (после-BMW 3/15 DA-1, BMW 3/15 DA-2, BMW 3/15 DA-3 Wartburg, BMW 3/15 DA-4, BMW 3/20, BMW 600, BMW 700 2-door sedan, BMW Neue Klasse 1500 sedan, BMW Neue Klasse 1800 sedan, BMW Neue Klasse 1600 sedan, BMW Neue Klasse 2000 sedan, BMW E12 4-door sedan, BMW M5 (E28) 4-door sedan, BMW M5 (E39) 4-door sedan, и BMW M5 (E60) 4-door sedan) поколение BMW заряженной «пятой» серии, которое было представлено 5 июня 2011 года на Франкфуртском автосалоне. Продажи автомобиля стартовали с ноября 2011, и на выбор покупателям доступен один тип двигателя в вариациях 560 и 575 л. с. с прежним крутящим моментом. Так же у автомобиля изменилась подвеска (втулки, пружины, амортизаторы, стабилизаторы поперечной устойчивости), уменьшив клиренс на 10 мм. Прямым конкурентом является Mercedes-Benz E63 AMG/S 2014 модельного года.
На автомобиле используется двигатель S63 V8 объёмом 4395 см³ (S63B44Tü), выдающий 560 л. с. (412 кВт) при 6000 — 7000 об/мин и максимальный крутящий момент 680 Нм в диапазоне 1500 — 5750 об/мин. Решение с турбированием M5 не встретило поддержки, так как турбонаддув не даёт большой момент на малых оборотах.
С двигателем идёт 7-ступенчатая коробка с двойным сцеплением, в качестве опции для рынка США существует возможность установки 6-ступенчатой механической трансмиссии.
Особенностью автомобиля стали стандартные, окрашенные в синий цвет, тормозные суппорта и 20-дюймовые 5-спицевые колеса. В поисках способов снижения снаряжённой массы F10 M5, заменившей более тяжёлый E60, BMW благодаря партнёрству с SGL Group, использовала материалы из углеродного волокна (карбон). Несмотря на это, F10 имеет значительный вес, что влияет на тягу двигателя и управляемость автомобиля.
15 июня 2011 года, BMW провела официальный пресс-релиз F10 M5. Разгон до 100 км/ч составляет 4,4 секунды, максимальная скорость 250 км/ч, или 305 км/ч на версии M Driver’s Package. Масса автомобиля составила 1945 кг, что на 90 кг больше предыдущей модели E60/61. Расход топлива составляет 9,9 литров на 100 км, что на 31 % лучше по сравнению с предыдущей моделью. На активном M-дифференциале крутящий момент делится между задними колёсами, размер которых 295/30/20. Размеры передних шин 265/35/20. F10 был представлен в сентябре на Франкфуртском автосалоне, и в Северной Америке на автосалоне в Лос-Анджелесе 18 ноября.
На 30-летие автомобилей BMW M5 было построено 300 единиц специальной версии, названных «30 Jahre BMW M5». Все 300 автомобилей были окрашены специальной краской оттенка холодного тёмно-серебристого металлика. Внутри на порогах, на приборной панели и других элементах имеются надписи «30 Jahre M5» и «1/300». Также логотип «30 Jahre M5» вышит на всех четырёх сидениях представительского седана. Мощность двигателей ограниченной версии M5 составляет 600 л. с., крутящий момент — 700 Нм. Разгон до 100 км/ч за 3,9 секунды. Автомобили этой серии были проданы по всему миру.

## F90

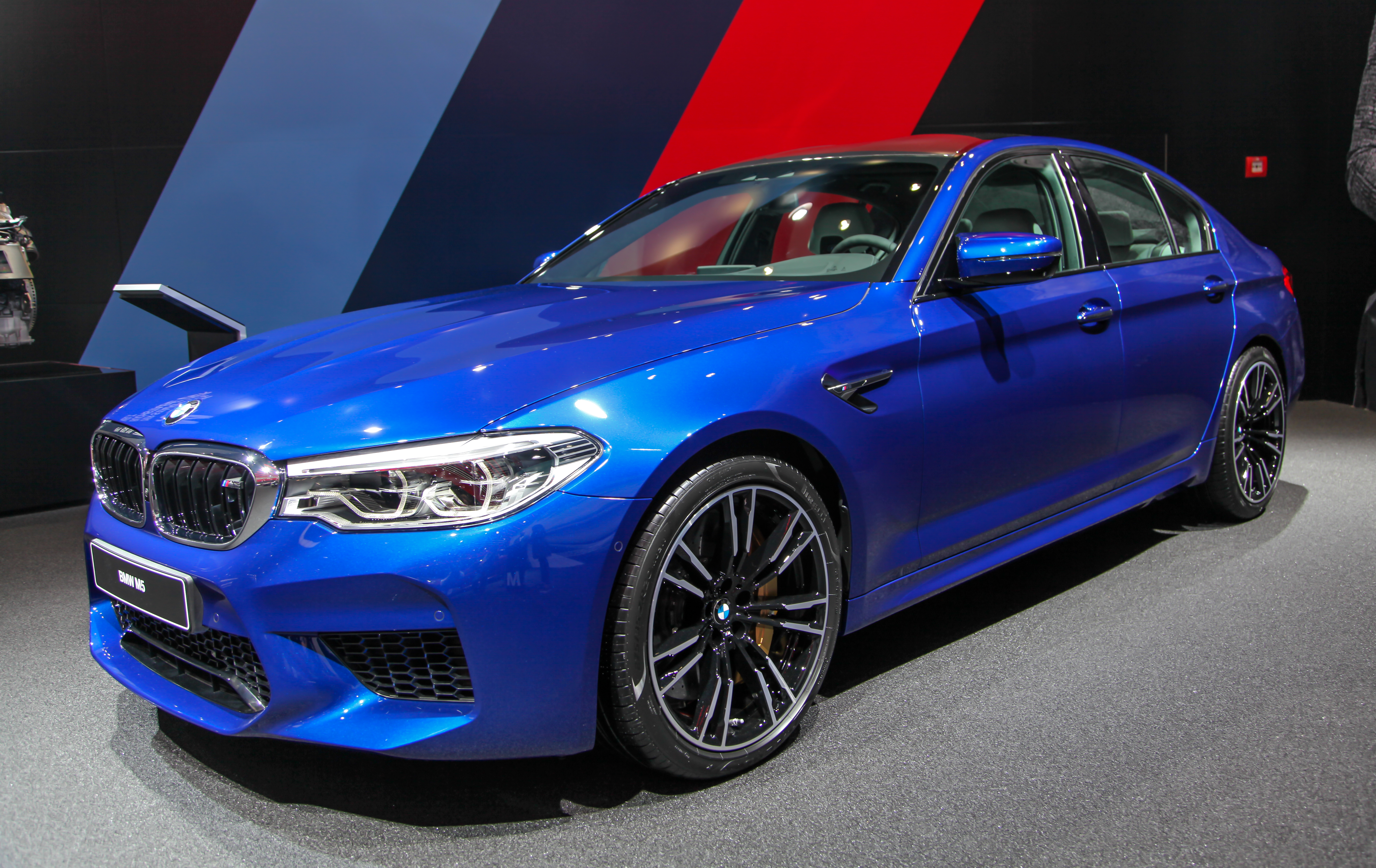
BMW M5 F90

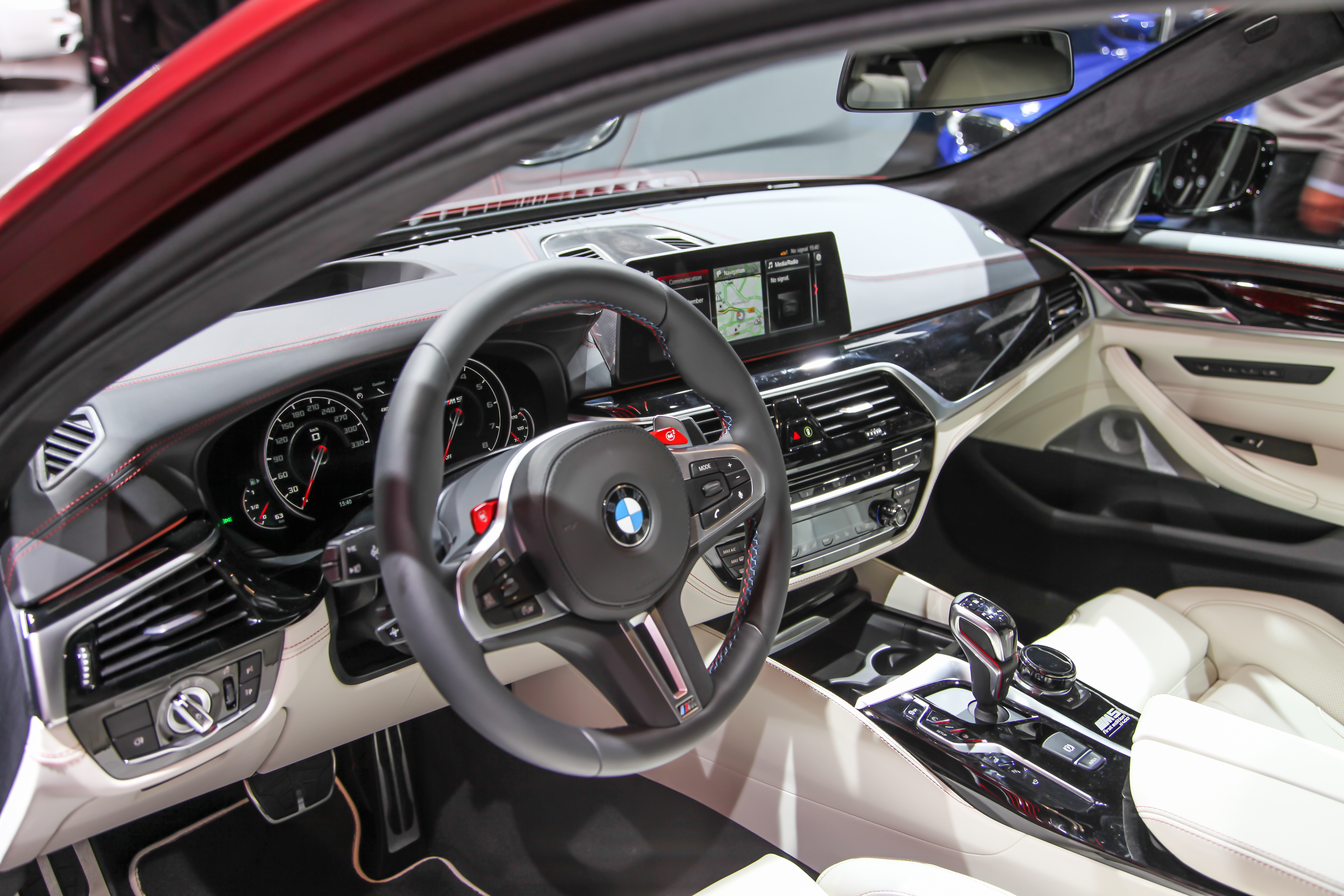
Интерьер

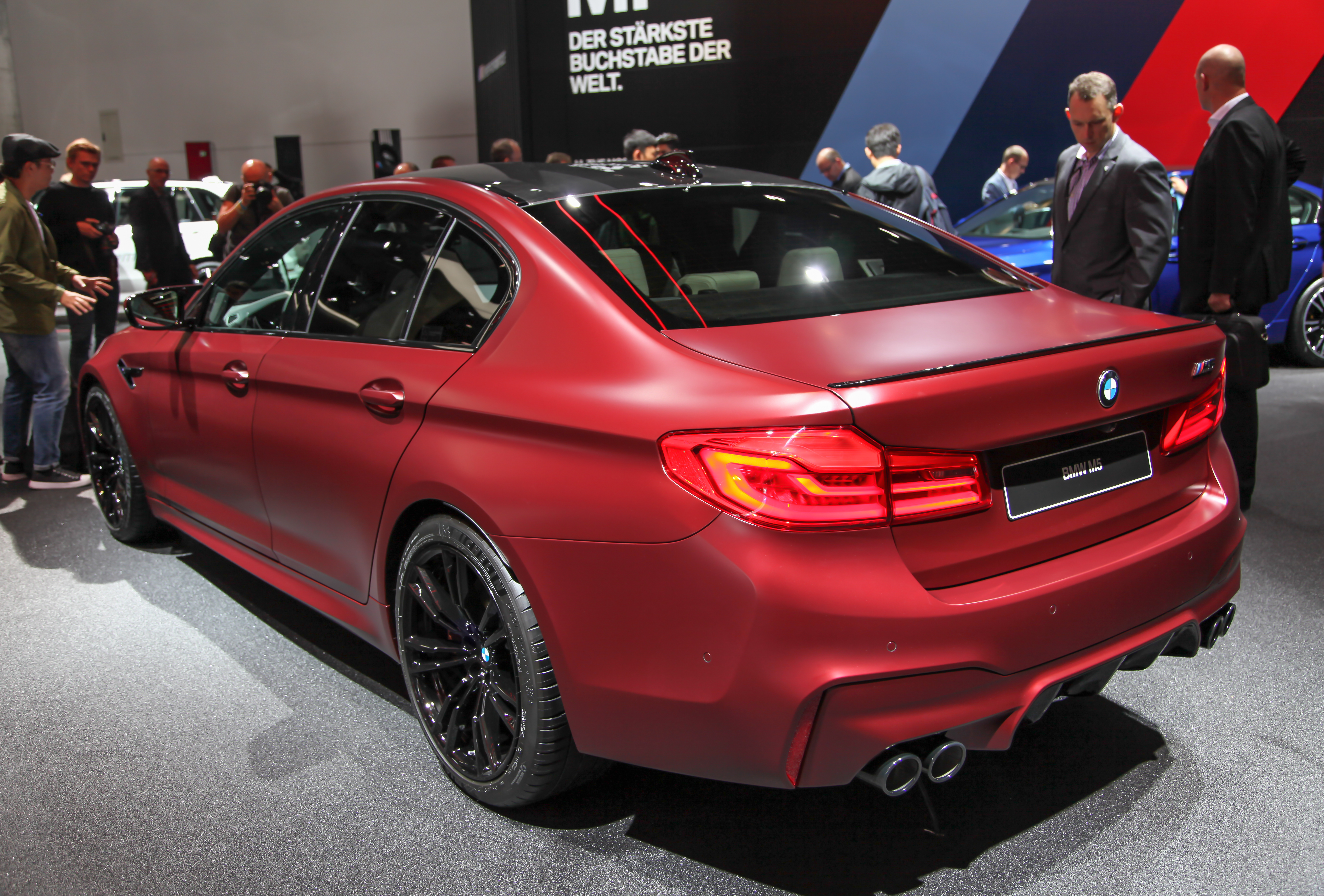
Вид сзади

Премьера состоялась 21 августа 2017 года на Франкфуртском автосалоне. М5 с индексом F90 оснащена двигателем V8 Twin Turbo на 4.4 литра, выдающий 600 лошадиных сил при стандартной модификации двигателя, 625 сил при слегка улучшенной версии Competition, и 635 л.с в версии CS. Новое поколение было оснащено полным приводом.

## G90/G99
В июне 2024 года дебютировал седан M5 седьмого поколения (внутренний индекс G90), разработанный на основе BMW G60. В конце 2024 года будет представлена версия в кузове универсал (G99).

### Двигатели
- 4.4 L S68 V8 twin-turbo + электродвигатель 130 л. с. суммарно 727 л. с. и 1000 Нм